# Trochodendron aralioides
Trochodendron aralioides är en tvåhjärtbladig växtart som beskrevs av P.F. Siebold och J.G. Zuccarini. Trochodendron aralioides ingår i släktet Trochodendron och familjen Trochodendraceae. Inga underarter finns listade.
Arten är utformad som ett 8 till 20 meter högt träd. Träder är städsegrön och lite känslig mot frost. Det förekommer i Japan och Taiwan i ganska varma regioner. Blomman saknar kronblad och har en krans av upp till 70 ståndare. Bladens yta liknar läder och de har upp till 10 cm långa bladskaft. Många blad växer vid kvistens spets.

## Bildgalleri

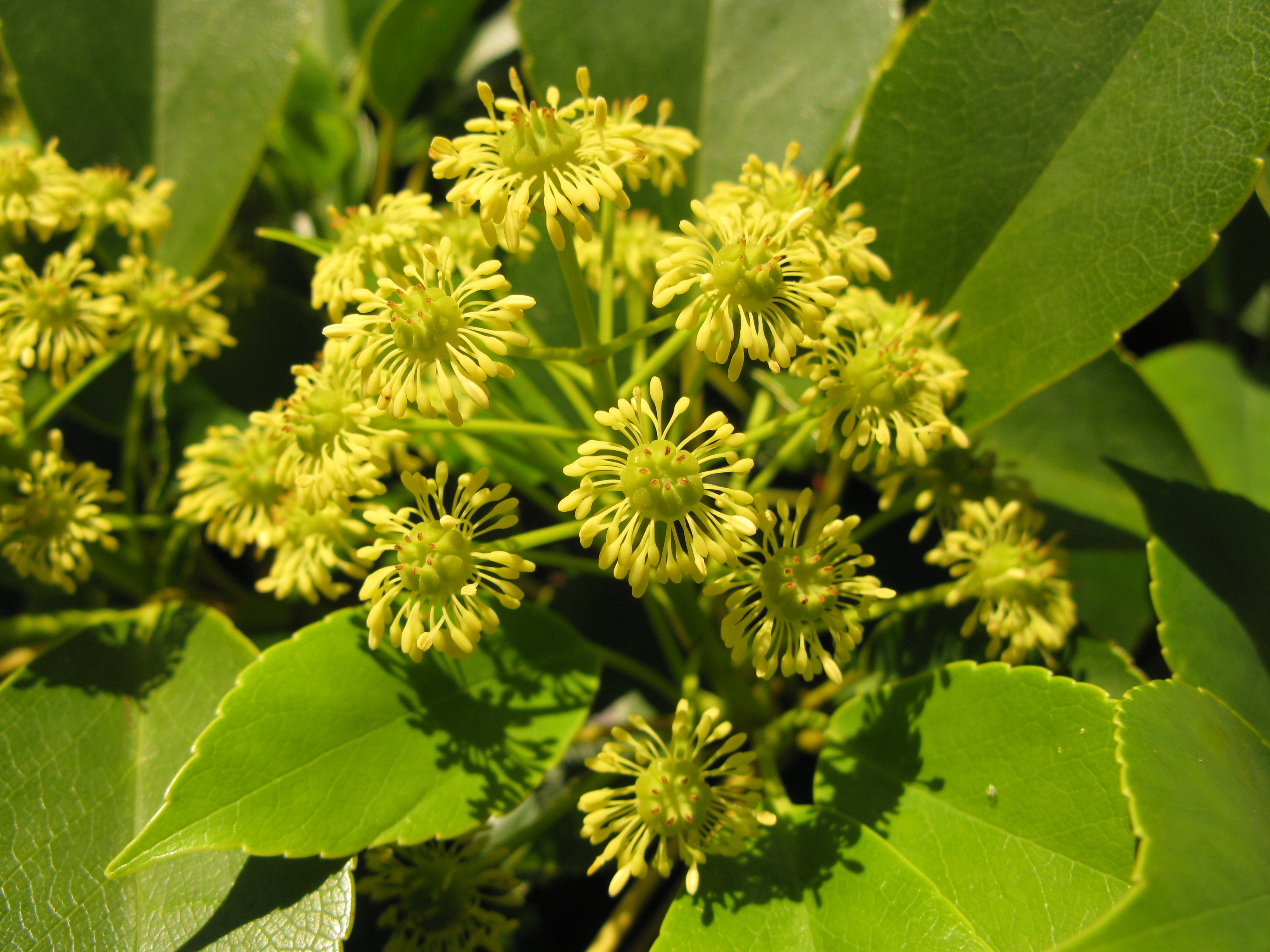
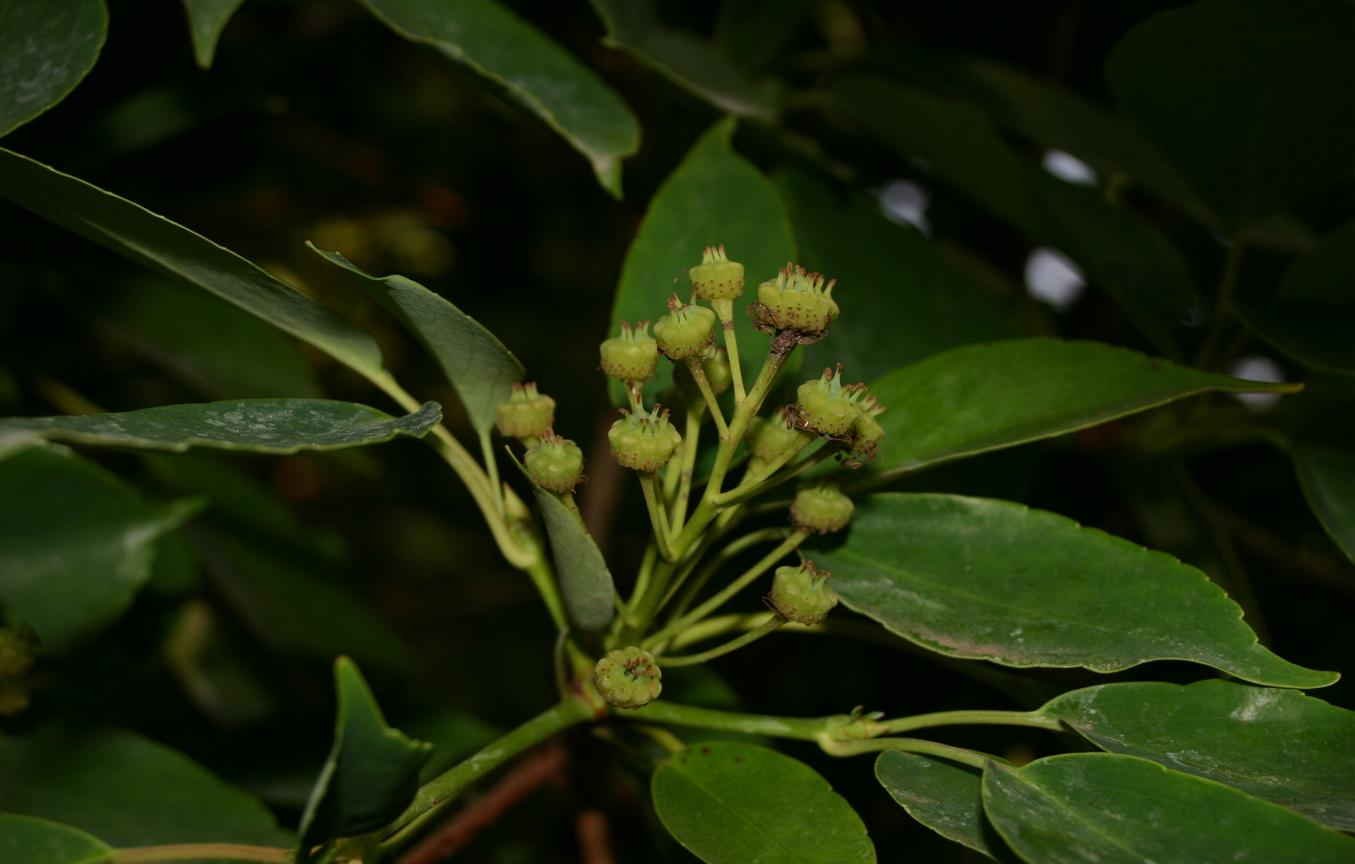
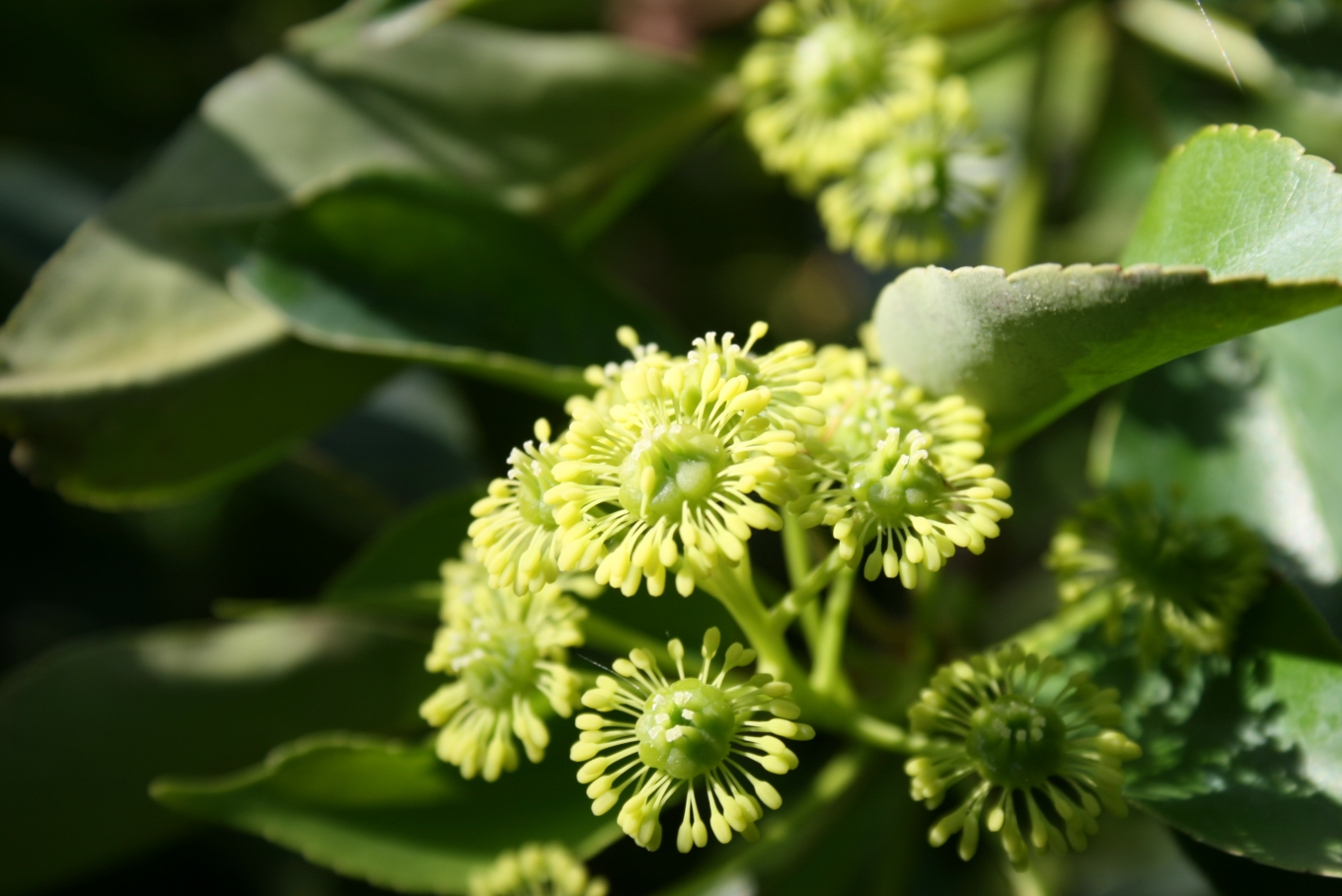
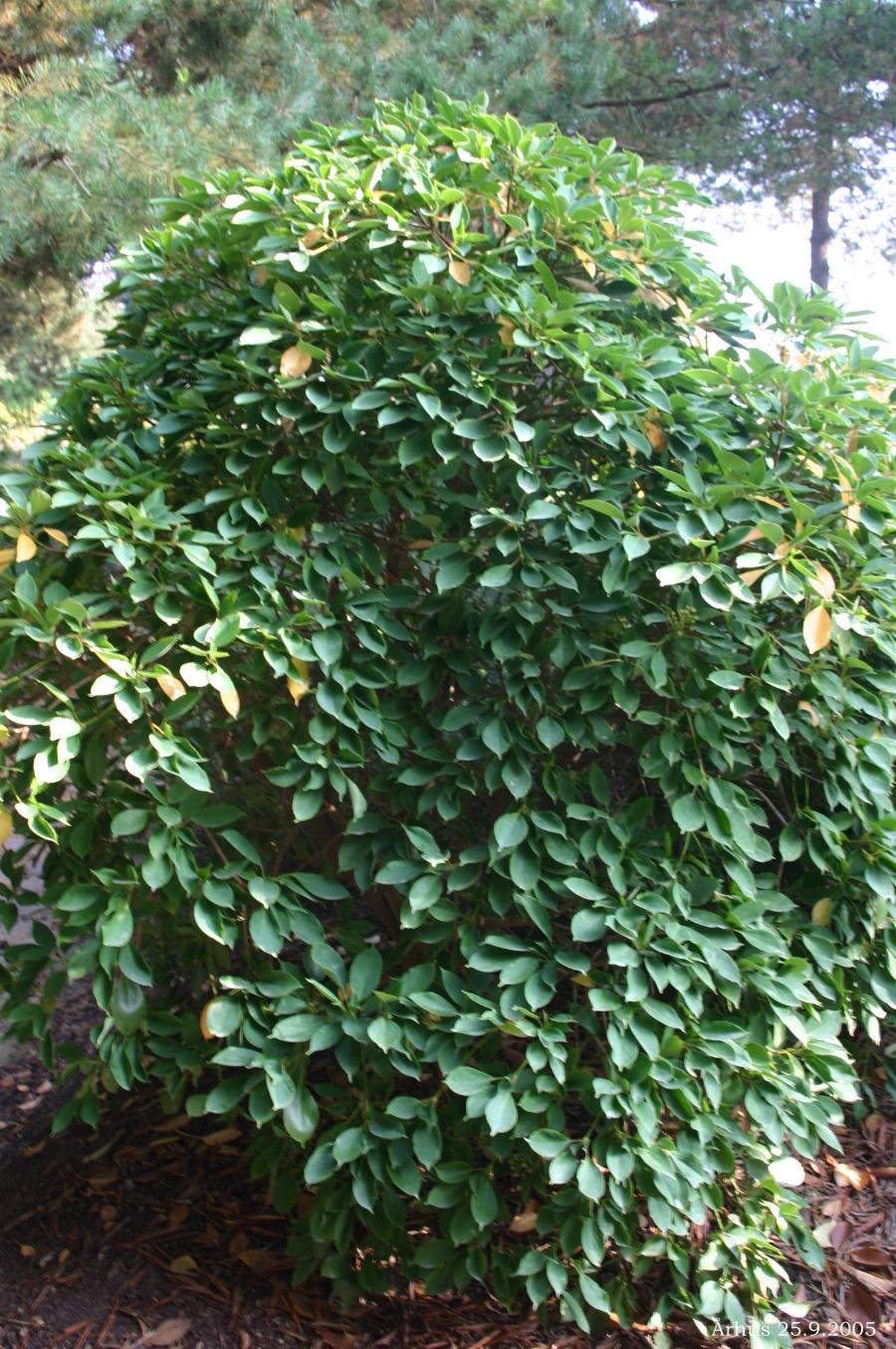
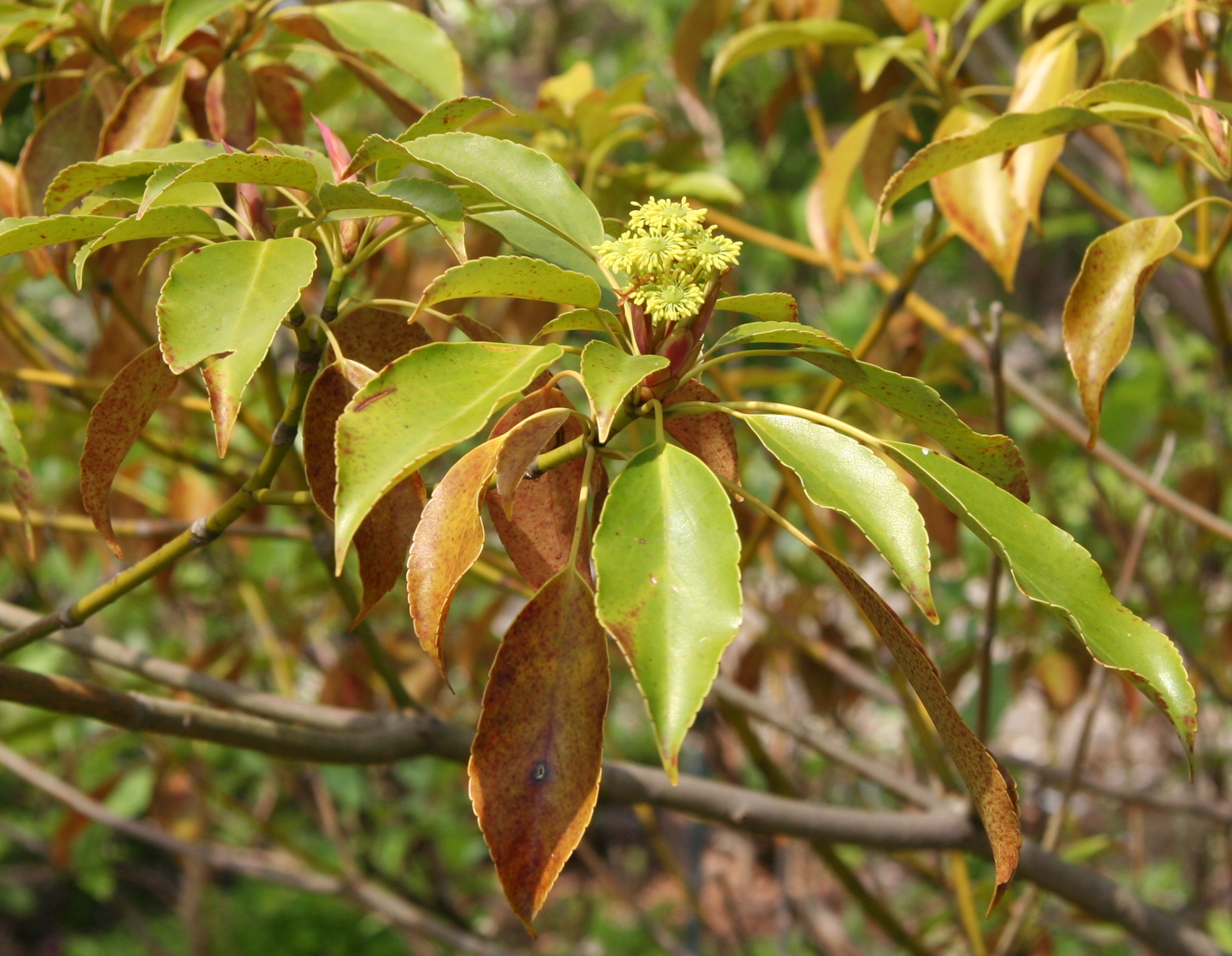
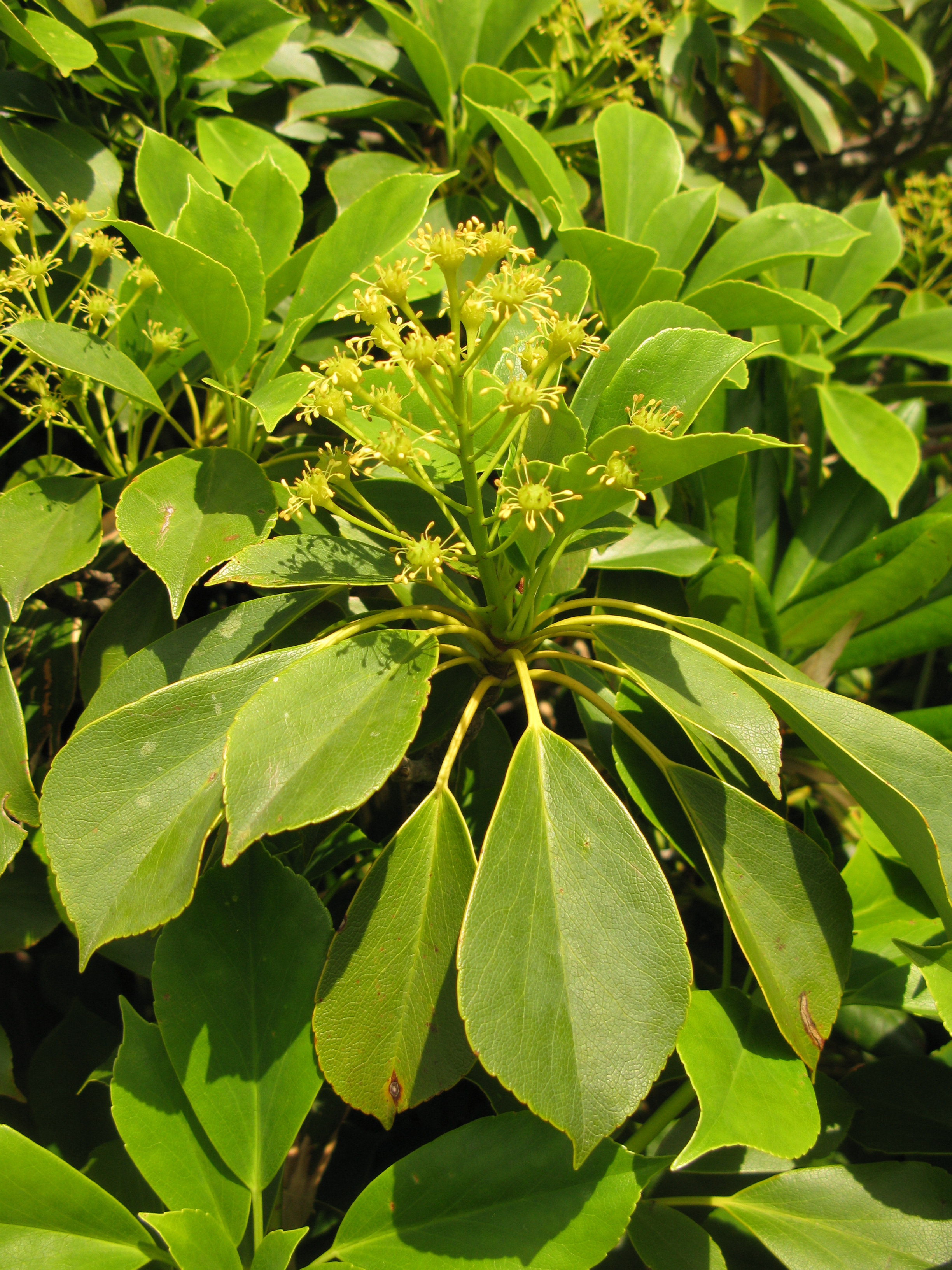